# José Antonio Aguilar Narváez
José Antonio Aguilar Narváez (Ciudad de México, 9 de octubre de 1943-30 de noviembre de 2020) fue un escritor, ensayista y poeta mexicano.

## Biografía
Nació en la Ciudad de México, el 9 de octubre de 1943. Fue egresado de la Universidad Nacional Autónoma de México (UNAM) y becario del Centro Mexicano de Escritores (CME) en 1974.
Se desempeñó como colaborador de diversos medios, como Boletín del Centro Mexicano de Escritores, Diorama de la Cultura, El Cuento, Punto de Partida y Rehilete. Es autor de múltiples libros de ensayo, poesía y narrativa, entre los que se destacan 22 cuentos, 4 autores (1972), El hombre frente al futuro (1974), El mundo interior (1978), El tiempo de Dios (1982), y México: crónicas de un país posible (2005).
Falleció el 30 de noviembre de 2020.

### Premios y reconocimientos
Fue galardonado con el Premio Punto de Partida 1969 por su obra Juliano soñaba todos los días. En 1973 obtuvo el Premio Latinoamericano de Cuento por Visita nocturna.

## Publicaciones seleccionadas

### Crónica
- Aguilar Narváez, José Antonio (2005). México: crónicas de un país posible. México, D. F.: Fondo de Cultura Económica (Biblioteca Mexicana. Serie Historia) / Consejo Nacional para la Cultura y las Artes. ISBN 9789681676834.

### Cuentos
- Aguilar Narváez, José Antonio; Capetillo, Manuel; Monsreal, Agustín; Moral López, Fernando del (1972). 22 cuentos, 4 autores. México, D. F.: Universidad Nacional Autónoma de México (Ediciones de la revista Punto de Partida) / Dirección General de Difusión Cultural [UNAM].
- Aguilar Narváez, José Antonio (1983). Marina. México: La Bolsa de la Vida.

### Ensayos
- Aguilar Narváez, José Antonio (1974). El hombre frente al futuro. México: Novaro.

### Novela
- Aguilar Narváez, José Antonio (1982). El tiempo de Dios. México: Terra Nova.

### Poesía
- Aguilar Narváez, José Antonio (1978). El mundo interior. México: Secretaría de Asentamientos Humanos y Obras Públicas.